# Gabriele Peus
Gabriele Peus, potem Gabriele Peus-Bispinck (ur. 25 lipca 1940 w Münsterze) – niemiecka polityk, nauczycielka i działaczka organizacji pozarządowych, posłanka do Parlamentu Europejskiego II kadencji.

## Życiorys
Studiowała anglistykę, romanistykę i nauki społeczne na uniwersytetach w Paryżu, Londynie, Monachium i Fryburgu Bryzgowijskim. W 1968 zdała państwowy egzamin nauczycielski II stopnia, a w 1973 obroniła doktorat. Od 1969 wykonywała zawód nauczycielki angielskiego, francuskiego i wiedzy o społeczeństwie w gimnazjum. Przez rok uczyła w szkole w Orleanie, pracowała także z młodzieżą w stanie Waszyngton i jako konsultantka ds. rozwoju w Malawi i Meksyku. Była reprezentantką UNICEF-u, od 1984 kierowała międzynarodowym stowarzyszeniem katolickich nauczycieli gimnazjalnych (SIESC).
Zaangażowała się w działalność polityczną w ramach Unii Chrześcijańsko-Demokratycznej. Od 1978 do 1984 kierowała Radą Kobiet Nadrenii Północnej-Westfalii. W 1984 uzyskała mandat posłanki do Parlamentu Europejskiego II kadencji. Przystąpiła do Europejskiej Partii Ludowej. Została wiceprzewodniczącą Komisji ds. Petycji (1987–1989), należała też m.in. do Komisji ds. Środowiska Naturalnego, Zdrowia Publicznego i Ochrony Konsumentów, Komisji ds. Młodzieży, Kultury, Edukacji, Informacji i Sportu oraz Komisji ds. Energii, Badań Naukowych i Technologii. Później w ramach powiązanej z CDU organizacji Senioren-Union objęła funkcję przewodniczącej w Münsterze i wiceprzewodniczącą w Europie; została również szefową diecezjalnego stowarzyszenia katoliczek (KDFB).